# Hylobates albibarbis
Il gibbone dalla barba bianca (Hylobates albibarbis Lyon, 1911) è un primate della famiglia degli Ilobatidi dalla tassonomia relativamente confusa. Da sempre trattato come una sottospecie del gibbone di Müller o del gibbone agile, si tende ultimamente, in base alle più recenti revisioni sistematiche, a considerarlo una specie a parte.

## Descrizione
Non abbiamo dati precisi riguardanti le misure corporee, ma il gibbone dalla barba bianca raggiunge un peso di 6 kg. La specie è simile nell'aspetto al gibbone agile, ma a differenza di questo non ha il mantello di colore nero, bensì il più screziato tra i mantelli di tutti i gibboni. Questo è di un bruno-grigiastro chiaro che diviene dorato sul torso con regioni nerastre su mani e piedi e sul ventre. I peli sulla testa sono disposti a forma di ventaglio verso la parte posteriore. La sommità del capo è scura e bordata di giallo-marrone. I maschi presentano spesso anche un ciuffo brillante sui genitali.

## Biologia
Il gibbone dalla barba bianca ha abitudini diurne. Nel parco nazionale del Sabangau, nel Kalimantan Centrale, la specie dedica in media il 29% della giornata all'assunzione di cibo, il 29% al riposo, il 29% ai vagabondaggi attraverso il territorio, il 9% all'emissione di richiami e il 4% ad attività sociali quali il gioco o la pulizia reciproca del corpo.
Il territorio misura in media tra 28 e 47 ettari. In genere i maschi sono molto aggressivi e difendono l'area vitale del gruppo. Le femmine, d'altra parte, guidano il gruppo e allontanano le altre femmine.
Il gibbone dalla barba bianca ha una dieta prevalentemente frugivora; predilige la frutta ad alto contenuto di zucchero, ma si nutre anche di foglie giovani e insetti e, in carenza di frutta matura, anche di frutti acerbi e liane.
Maschi e femmine raggiungono la maturità sessuale tra 6 e 8 anni.
Una vasta zona di ibridazione tra il gibbone dalla barba bianca e il gibbone di Müller si trova vicino Muarajuloi tra i fiumi Busang e Murung, due rami sorgentiferi del Barito, e probabilmente si estende fino al corso superiore del fiume Kapuas. L'area in questione misura circa 1000 km². Tuttavia, la popolazione qui presente è relativamente scarsa, con una media di tre gruppi per km², ed è costituita pressoché interamente da esemplari ibridi. I loro canti sono una via di mezzo tra quelli dei due genitori.

## Distribuzione e habitat
Il gibbone dalla barba bianca si trova solo nel Borneo sud-occidentale (nelle province di Kalimantan Occidentale e Kalimantan Centrale).
Il suo habitat sono le foreste sempreverdi primarie e secondarie, comprese quelle dove vengono praticati abbattimenti selettivi, e le foreste torbose e paludose, dal livello del mare fino a 1200 m. La densità della popolazione diminuisce a quote più elevate.

## Tassonomia
La posizione sistematica del gibbone dalla barba bianca è controversa, ma sembra costituire una specie a tutti gli effetti. A causa delle somiglianze esterne con il gibbone agile e delle ibridazioni con il gibbone di Müller, veniva trattato nelle classificazioni passate come una sottospecie dell'uno (H. agilis albibarbis) o dell'altro (H. muelleri albibarbis).

## Conservazione
Il gibbone dalla barba bianca viene classificato dalla IUCN come «specie in pericolo» (Endangered). È protetto dalla legge indonesiana ed è minacciato soprattutto dalla distruzione dell'ambiente causata dagli incendi, dal disboscamento illegale e dalla diffusione delle piantagioni di palma da olio. La maggior parte della popolazione vive nelle foreste di palude, un habitat estremamente minacciato, che si sta riducendo sempe più, in particolare a causa del prosciugamento delle zone umide, della deforestazione e degli incendi. Gli incendi boschivi particolarmente estesi, come quelli che colpirono la regione negli anni '90, e la continua raccolta del legname hanno avuto e continuano ad avere il maggior impatto sulla popolazione. Questi animali vengono cacciati per la loro carne e venduti come animali da compagnia. Il gibbone dalla barba bianca è presente in sei riserve naturali ed è abbastanza comune negli habitat adatti. Un censimento preliminare suggerisce che siano circa 19.000 gli esemplari che si trovano nelle foreste miste palustri del parco nazionale di Sabangau, che ospita una delle popolazioni più numerose. Tuttavia, non sappiamo quale sia il numero complessivo di questi animali.